# Lucie Chaumette
Pour les articles homonymes, voir Chaumette.
Lucie Chaumette, née le 13 janvier 1990 à Hazebrouck (Nord), est une journaliste et présentatrice de télévision française.

## Biographie

### Famille et formation
Lucie Chaumette naît à Hazebrouck dans le département du Nord, où son père Pascal Chaumette est entraîneur au club de foot local,.
Elle est admise en 2008 à l'Institut d'études politiques de Lille (IEP), et effectue une année d'échange universitaire à l'UACh au Chili, sur le campus de Valdivia. Elle est ensuite admise au double master de l'IEP et de l'École supérieure de journalisme de Lille (ESJ), dont elle sort diplômée en 2013,.

### Carrière professionnelle
Après une expérience d'un an au Chili, elle est journaliste à I-Télé, puis à Euronews. Elle rejoint France Télévisions en 2016, et présente la tranche 17h-20h sur Franceinfo,,.
À la suite de l'accord entre Franceinfo et l'hebdomadaire Le 1, elle est retenue pour présenter Ouvrez le 1, rendez-vous tous les dimanches à 21 heures sur le canal 27 et ses supports numériques.
Elle prend à cœur que l'émission soit adaptée au public : « Très pédagogue, elle explique en illustrant à chaque fois son propos. On hiérarchise l’information en fonction de l’intérêt des gens : la neige à Hazebrouck n’aura pas le même impact sur la vie des lecteurs que le conflit au Mali, même si les deux informations sont importantes. D’ailleurs, le public est la préoccupation première du journaliste :  « dans les rédactions, tout le monde connaît « Madame Michu » (l’archétype du lecteur, du spectateur ou de l’auditeur). Il faut toujours se demander si « Madame Michu » sera intéressée par cette info, et il faut toujours veiller à ce que « Madame Michu » comprenne l’info ». ».
En 2019, elle joue dans la série TV Une belle histoire le rôle d'une journaliste de France Info.
De février 2021 à mai 2023, elle est joker du 12/13 sur France 3.
Depuis le 4 septembre 2023, elle est la présentatrice de la nouvelle émission ''Planète info'' diffusée quotidiennement sur la chaine franceinfo:, et consacrée à la lutte contre le dérèglement climatique dû aux activités humaines . Lucie Chaumette fait d'ailleurs partie des 1 800 journalistes signataires de la Charte pour un journalisme à la hauteur de l'urgence écologique. 